# Axel Jarl
Axel Jarl (28. maj 1871 i København — 26. november 1950 på Strødam ved Hillerød) var en dansk godsejer og kunstmaler.
Axel Jarl var født Jørgensen som søn af konferensråd, fabriksejer Vilhelm Jørgensen. Axel og hans brødre (Carl Frederik og Viggo) skiftede i 1901 efternavn til Jarl.
Axel Jarl var gift første gang (1898–1903) med Gunnild Marie Bruun (1871–1903) med hvem han fik sit eneste barn, Jens Joachim Jarl (1900–1951). Anden gang (1927-1947) med Jutta Lund (1877-1947), der havde været hofdame hos dronning Alexandrine. Axel Jarl var optaget i Kraks Blaa Bog til 1930, men gled ud af den og Dansk Biografisk Leksikon, fordi han i 1931 fik en højesteretsdom for uterlige homoseksuelle handlinger og blev tvangsindskrevet på et sindssygehospital.
Synet på homoseksuelle er ændret, så Hillerød Kommune i 2004 opkaldte Axel Jarls Vej efter ham i nærheden af godset Sophienborg, som han købte i 1929. Naboejendommen Strødam i Gadevang ved Hillerød arvede Axel Jarl i 1917 efter sin faster Laura Charlotte Tietgen, født Jørgensen. Hun var gift med finansmanden C.F. Tietgen. Ægteskabet var barnløst.
Axel Jarl tog studentereksamen i 1890 og blev cand.theol. i 1896, men afbrød den teologiske løbebane og studerede malerkunst i Paris og rejste flere år i bl.a. Indien. Han var i udlandet i 14 år (1903–1917).
Axel Jarl grundlagde Ubberup Højskole i slutningen af 1890'erne, men den måtte bortforpagtes efter Axel Jarls indlæggelse på sindssygehospitalet i Middelfart.
Axel Jarl var aktiv inden for Danmarks Naturfredningsforening. Under Danmarks besættelse 1940-45 var han også med i modstandskampen, sad i tysk arrest, og måtte flygte til Sverige sammen med hustruen Jutta Jarl.
Sophienborg var i 1870'erne ejet af onklen C.F. Tietgen. Jarl omdannede den til læregård til uddannelse af unge landmænd. I 1949 oprettede Jarl Legatstiftelsen Sophienborg Læregård og Strødam, der i dag hedder Jarl-fonden.
Skuespiller og politiker Klaus Bondam er oldebarn af Axel Jarl.